# Morane-Saulnier BB

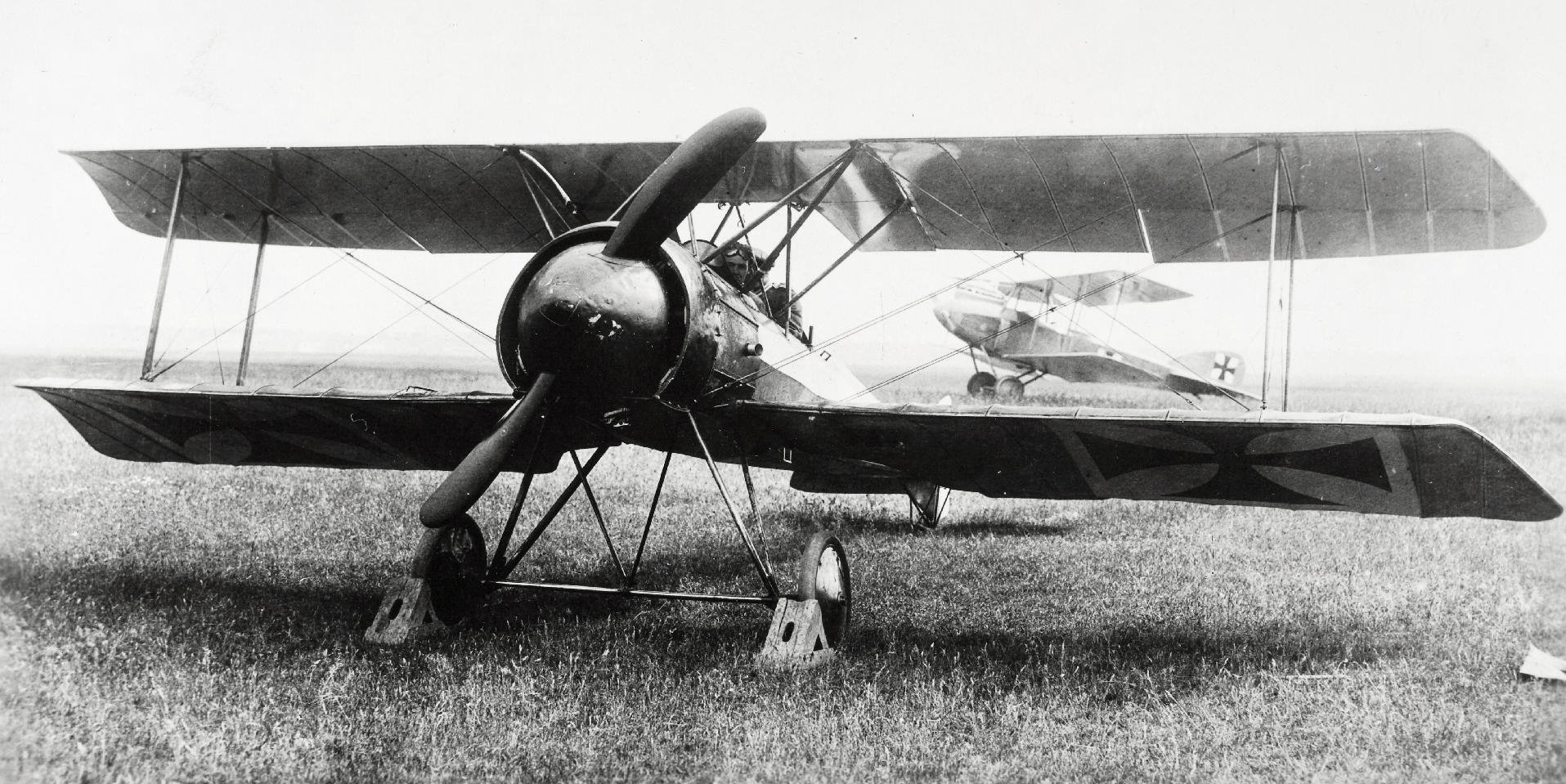
Morane-Saulnier BB

Die Morane-Saulnier Typ BB war ein zweisitziges französisches Aufklärungsflugzeug in Doppeldecker-Auslegung, das im Ersten Weltkrieg eingesetzt wurde.

## Entwicklung und Einsatz
Der Typ BB wurde von Morane-Saulnier 1915 entworfen.
Von 150 bestellten Flugzeugen, die mit 110 PS starken Le-Rhône-Umlaufmotoren bestückt werden sollten, wurden nur 94 geliefert und aufgrund von Lieferproblemen mit dem schwächeren 80-PS-Le-Rhône-Motor ausgerüstet. Versuchsweise wurde ein Flugzeug mit wassergekühltem Hispano-Suiza-Motor gebaut, das die Bezeichnung Morane-Saulnier Typ BH erhielt.
Die Flugzeuge wurden von den Squadrons 1, 3 und 60 des Royal Flying Corps und 201, 203 und 204 des Royal Naval Air Service eingesetzt. Einige der mit einem MG für den Beobachter ausgerüsteten Morane-Saulnier BB wurden auch mit einem zusätzlichen über der oberen Tragfläche angebrachten MG für den Piloten bewaffnet.
Einige BB wurden auch an die kaiserliche Luftflotte in Russland und die spanischen Luftstreitkräfte geliefert.

## Technische Daten
| Kenngröße             | Daten                                      |
| --------------------- | ------------------------------------------ |
| Besatzung             | 2 (Pilot und Beobachter)                   |
| Länge                 | 7,00 m                                     |
| Spannweite            | 8,67 m                                     |
| Höhe                  | 2,54 m                                     |
| Flügelfläche          | 23 m²                                      |
| Masse                 | 750 kg                                     |
| Antrieb               | 1 × Umlaufmotor Le Rhone 9J, 80 PS (59 kW) |
| Höchstgeschwindigkeit | 157 km/h                                   |
| Flugdauer             | 1 h 30 min                                 |
| Dienstgipfelhöhe      | 4000 m                                     |
| Steigzeit             | 20 min auf 2000 m Höhe                     |
| Bewaffnung            | 1–2 Maschinengewehre                       |